# Persona non grata
Persona non grata  (tiếng Latinh: nhân vật không được hoan nghênh, viết tắt PNG), là một thuật ngữ thường được dùng trong lĩnh vực ngoại giao chỉ một nhân vật ngoại giao bị chính quyền nước sở tại coi là không tốt, không chấp nhận sự có mặt của họ trên lãnh thổ nước mình. Thông thường, nhà nước sở tại trục xuất nhân vật đã bị tuyên bố là PNG.

## Ngành ngoại giao
Các nhà ngoại giao được quyền miễn trừ ngoại giao khi làm việc tại nước sở tại, ngay cả khi họ đã phạm pháp. Thường thì nước sở tại chỉ có quyền trục xuất họ, bằng cách liệt họ vào thành phần PNG. Theo Điều lệ số 9 của Công ước Viên về quan hệ ngoại giao, nước sở tại có thể ứng dụng quyền này vào bất cứ lúc nào mà không cần phải giải thích lý do. Các nguyên nhân dẫn tới việc một nhân vật ngoại giao bị coi là PNG thường là do thái độ tiêu cực của họ đối với nước sở tại, can thiệp vào công việc nội bộ của nước sở tại, lạm dụng các quyền ưu đãi, miễn trừ ngoại giao, đã được thừa nhận chung đối với nhà ngoại giao. Hậu quả pháp lý quan trọng nhất của việc tuyên bố PNG là nước cử đại diện ngoại giao phải có nghĩa vụ triệu hồi đại diện của mình theo thời gian nêu trong tuyên bố PNG.
Những nguyên nhân khác mà thường đưa tới việc trục xuất là nghi ngờ làm gián điệp. Nó cũng thường đưa tới việc trục xuất ngược lại cùng số người, cùng ngang hàng địa vị để trả đũa. Chẳng hạn như trong vụ đầu độc Litvinenko, Vương quốc Anh đã cho trục xuất các nhà ngoại giao Nga, và Liên bang Nga trả đũa bằng cách cũng trục xuất các nhà ngoại giao Anh.
Việc tuyên bố một nhà ngoại giao là Persona non grata cũng ảnh hưởng trực tiếp đến gia dình người đó, vì việc cư trú của họ thường tùy thuộc vào địa vị ngoại giao của thân nhân.

### Xóa quyền miễn trừ ngoại giao
Chính phủ Colombia đã có lần xoá quyền miễn trừ của một tùy viên quân sự Colombia, ông Jairo Soto-Mendoza bị cáo buộc đã đâm chết người ở London năm 2002. Đây là một vụ phạm luật nặng đưa tới một vụ án hình sự. Tuy nhiên cuối cùng, ông ta được tha bổng khỏi cáo buộc ngộ sát.

## Ngoài phạm vi ngoại giao
Từ Persona non grata cũng được dùng để chỉ một nhân vật bị tẩy chay, không cho vào nước, như trường hợp bộ trưởng Israel Eli Yishai tuyên bố, Günter Grass, nhà văn Đức được giải thưởng Nobel, là một persona non grata ở Israel, sau khi Grass công bố một bài thơ chỉ trích chính sách chính trị Israel. Vào tháng 3/2011, tỷ phú Donald J. Trump, vì vạ miệng trong những tuyên bố liên quan đến kênh đào Panama, mà Trump đã bị chính quyền thành phố Panama City đồng thuận bỏ phiếu áp dụng persona non grata. 

Trong một trường hợp khác nó chỉ một nhân vật bị chính quyền nước mình không cho trở về nước như vụ Phanxicô Xaviê Nguyễn Văn Thuận khi ông đi chữa bệnh tại Roma, Ý.
Một số người khác sống ở nước ngoài như Hoàng Ngọc Diêu chỉ nhận ra mình bị liệt vào thành phần Persona non grata, khi ông đáp xuống phi trường ở quê hương thì không được phép nhập cảnh. Ông Diệu về Việt Nam để tham gia diễn thuyết một đề tài kỹ thuật chuyên ngành trong hội thảo kỹ thuật “Tetcon 2012” ở Trung tâm Thông tin Hợp tác Quốc tế Thông tấn tại TP.HCM ngày 13 tháng 1 năm 2012. Ông Diêu đã từng chịu trách nhiệm an ninh kỹ thuật cho các trang mạng Tiền Vệ (Úc), X-Cafevn (Đan Mạch) và Talawas (Đức) và cũng là một trong những điều hành viên trang mạng Hacker Việt Nam HVAonline.net. Một trong những việt kiều khác cũng cùng hoàn cảnh là giáo sư về văn học Việt, Nguyễn Hưng Quốc, đã 2 lần về (tháng 11/2005 và tháng 4/2009) không được cho vào. hoặc gần đây nhất Phan Châu Thành, luật sư, một doanh nhân song tịch ở Ba Lan.